# Acer plantanoides
Acer plantanoides é uma espécie de árvore do gênero Acer, pertencente à família Aceraceae.